# Carcelia hirsuta
Carcelia hirsuta là một loài ruồi trong họ Tachinidae.